# Pikku G

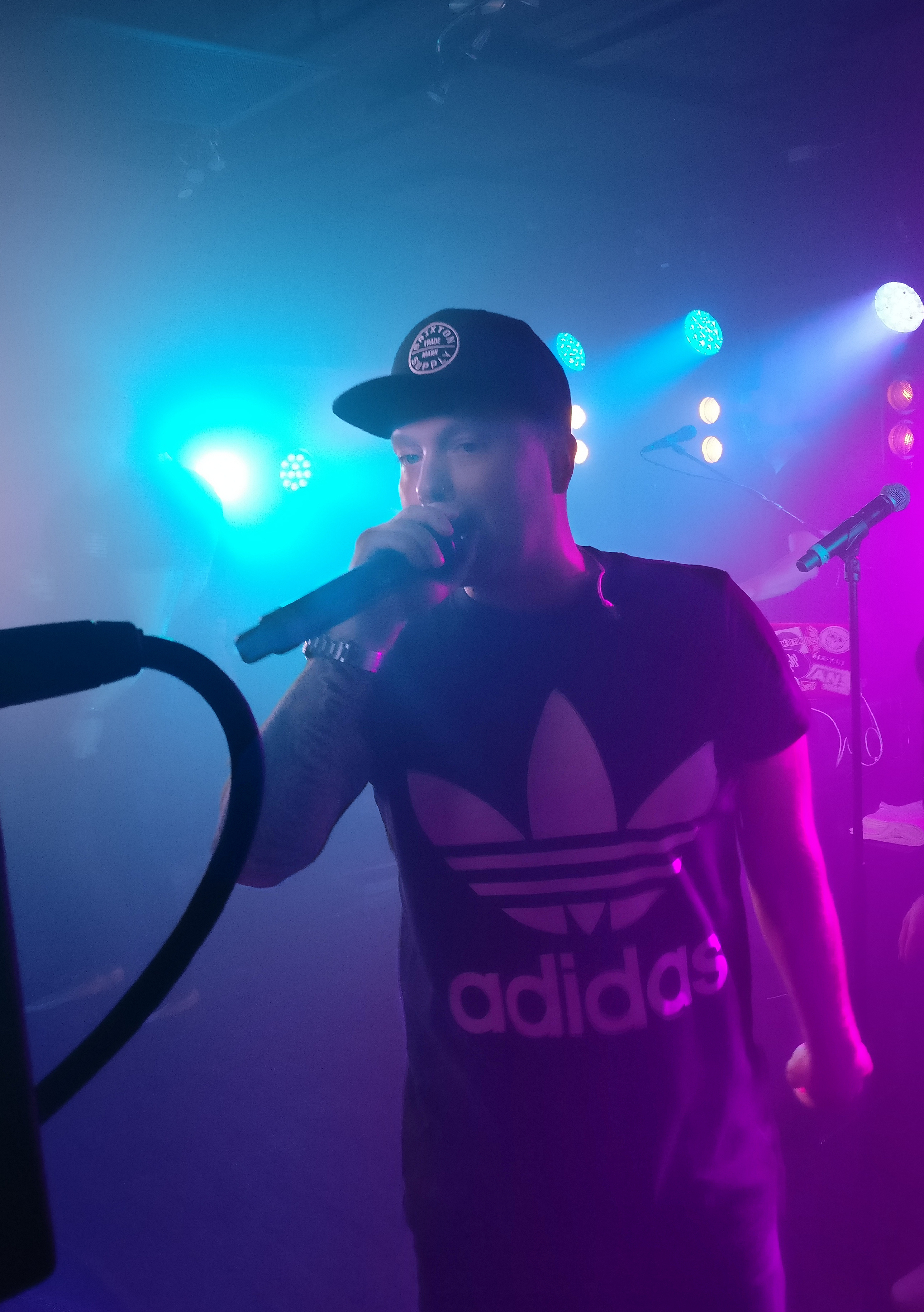
Pikku G in 2018

Pikku G ofwel Henri Vähäkainu (Nurmijärvi, 9 maart 1987) is een Finse rapper, die in het dagelijks leven Henkka heet. Kleine G is de vertaling van zijn naam in het Nederlands.
Op zijn dertiende boekte hij zijn eerste succes, met zijn single Shalalala. De teksten van de raps van deze Pikku G zijn allemaal in het Fins, en kenmerken zich doordat de rapper niet praat over allerlei blingbling, maar juist opvallend veel over het hebben van respect voor je ouders. 
Enkele noemenswaardige titels zijn: Shalalala, Romeo ja Julia (Romeo en Julia), Miksi (Waarom), Kuuntele itseäs (luister naar jezelf) ft. Jenni en Me ollaan (Wij zijn). 